# 一条内経
一条 内経（いちじょう うちつね）は、鎌倉時代後期の公卿・歌人。内大臣・一条内実の子。官位は従一位・関白。一条家4代当主。号は芬陀利華院関白（ふんだりかいん かんぱく）。

## 経歴
正安元年（1301年）に元服して翌年に公卿に列する。嘉元2年（1304年）、父の急死によって14歳で一条家を継いだ。『玉葉和歌集』以下の勅撰和歌集や『文保御百首』・『続現葉集』などに採録される優れた歌人であったが、政治的な才には乏しかったという。
『増鏡』第十三「秋のみ山」には、文保2年（1318年）3月の後醍醐天皇即位時の行列で花山院家定と行列の序列を巡る争いが見える（この時の内経の官位は正二位行権大納言兼左大将）。文保3年（1319年）には従一位・関白・藤氏長者に昇った。
一条家の菩提所として東福寺に芬陀院（ふんだいん）を建立した。正中2年（1325年）、35歳で病死。法号は芬陀利華院。
群書類従には、弘安8年（1285年）亀山上皇から弘安礼節の編纂を命じられた担当者として花山院家定・二条資季と共に名前を挙げられているが、いずれも弘安8年当時に活躍していた人物ではないために疑問視されており、その編纂経緯に関しては不明である。

## 官歴
※日付は旧暦
- 正安1年/永仁7年
  - 1月20日
    - 叙従五位上父内実時為正二位・権大納言兼右大将
    - 即日聽禁色、升殿
    - 今夜元服

  - 3月24日
    - 任右近衛少将

  - 6月6日
    - 叙正五位下

  - 7月8日
    - 轉右中将

  - 7月27日
    - 叙従四位下

  - 11月4日
    - 叙正四位下
- 正安2年
  - 1月5日
    - 叙従三位

  - 7月18日
    - 叙正三位
- 乾元2年/嘉元1年
  - 5月18日
    - 任権中納言位最末
    - 同日兼左衛門督
- 嘉元2年
  - 12月17日
    - 服解父薨
- 嘉元2年
  - 3月18日
    - 遷兼右中将
- 嘉元4年/徳治1年
  - 1月5日
    - 叙従二位院当年御給

  - 12月22日
    - 任権大納言
- 徳治3年/延慶1年
  - 9月17日
    - 叙正二位越権中納言一条冬実、権大納言花山院家定、権中納言久我長通等
- 正和6年/文保1年
  - 8月24日
    - 兼左近衛大将
- 文保2年
  - 8月19日
    - 召仰

  - 8月24日
    - 任内大臣

  - 8月25日
    - 左大将如元

  - 12月3日
    - 着陣

  - 12月29日
    - 為関白
    - 同日藤氏長者
    - 可列太政大臣三条実重之上由宣下
    - 聽牛車
- 文保3年/元応1年
  - 1月5日
    - 叙従一位

  - 5月28日
    - 辞左大将
    - 即賜隨身兵仗

  - 6月27日
    - 依院後宇多上皇仰辞内大臣不及上表之儀
- 元亨3年
  - 3月29日
    - 止関白氏長者不及上表
- 正中2年
  - 10月1日
    - 薨号芬陀利華院

## 系譜
- 父：一条内実（1276-1305）
- 母：一条実経の娘
- 妻：西園寺公顕の娘
  - 長男：一条経通（1317-1365）